# Portnoy's klacht
Portnoy's klacht is een roman uit 1969 van de Amerikaanse schrijver Philip Roth. Het succes van het boek bezorgde Roth wereldfaam.
Het boek leidde tot een storm van controverse over de expliciete en openhartige bespreking van seksualiteit, inclusief gedetailleerde beschrijvingen van masturbatie met behulp van verschillende voorwerpen, waaronder een stuk van een lever. De roman is een humoristische monoloog van 'een wellustige, jonge joodse vrijgezel die verslaafd is aan zijn moeder'. Tegen zijn psycholoog legt hij bekentenissen af met 'intieme, beschamende details en grove, beledigende taal'.
- Bibliothèque nationale de France: cb16687478d (data)
- Gemeinsame Normdatei: 7594348-7
- Nationale Bibliotheek van Israël: 987008575676305171
- Virtual International Authority File: 189381848